# Power Windows
| 전문가 평가                       | 전문가 평가  |
| 평가 점수                         | 평가 점수    |
| 출처                              | 점수         |
| --------------------------------- | ------------ |
| AllMusic                          | [ 1 ]        |
| The Encyclopedia of Popular Music | [ 2 ]        |
| Kerrang!                          | [ 3 ]        |
| Rock Hard                         | 9/10         |
| Rolling Stone                     | (favourable) |
| The Rolling Stone Album Guide     | [ 6 ]        |

《Power Windows》는 캐나다의 프로그레시브 록 밴드 러시의 열한 번째 스튜디오 음반으로, 1985년 10월 29일, 앤섬 레코드에서 발매되었다. 그들의 이전 음반인 《Grace Under Pressure》 (1984년)를 지원하기 위해 투어를 한 후, 밴드는 휴식을 취하고 1985년 초 후속 작업을 시작했다. 이 자료는 밴드의 신시사이저 지향 음악에 대한 탐구를 계속해서 보여주었는데, 이번에는 샘플링, 전자 드럼, 현악 섹션, 합창단이 추가되었고, 힘은 흐르는 서정적인 주제였다. 《Power Windows》는 몬트세랫와 잉글랜드에서 공동 프로듀서로 피터 콜린스와 추가 키보드로 앤디 리처즈와 함께 녹음되었다.
이 음반은 캐나다에서 2위, 영국에서 9위, 미국에서 10위에 올랐다. 1986년 1월, 이 음반은 미국 음반 산업 협회의 플래티넘 인증을 받아 미국에서 100만 장이 팔렸다. 러시는 이 음반의 두 싱글인 〈The Big Money〉와 〈Mystic Rhythms〉를 발매했다. 밴드는 1985년~1986년 투어로 이 음반을 지원했다.

## 배경
1984년 11월, 밴드는 이전 음반인 《Grace Under Pressure》 (1984년)를 지원하기 위해 콘서트 투어를 종료했다. 짧은 휴식 후, 이 그룹은 1985년 초에 후속 음반을 위한 작업을 시작했다. 기타리스트 알렉스 라이프슨은 이 시기를 돌아보고, 그들의 이전 두 음반 중 가장 강한 요소인 《Signals》 (1982년)와 《Grace Under Pressure》를 취하고 《Power Windows》를 위해 그것들을 활용하려는 그들의 의식적인 노력에 주목했다. 라이프슨에게, 이것은 더 응집력 있고 만족스러운 음반으로 이어졌다.
1985년 2월, 러시는 새로운 곡을 쓰고 연습하기 위해 온타리오주 엘로라에 있는 엘로라 사운드 스튜디오로 이사했다. 드러머 닐 피어트는 스튜디오의 농가에서 가사를 쓰고 라이프슨과 프런트맨 게디 리는 24트랙 녹음 스튜디오가 있는 인접 헛간에서 피어트의 말에 맞는 음악을 작업했다. 피트는 자신의 방에서 "5살짜리 아이에게 알맞은 크기"의 작은 책상에서 일했다. 이 시기 동안, 피어트는 같은 제목의 노래를 위해 가사를 쓰기 위해 맨해튼 계획을 연구했다. 그는 또한 이 세션들이 시작되기 전에 〈The Big Money〉, 〈Mystic Rhythmes〉, 〈Marathon〉의 개요 가사를 쓰는 등 유리한 출발을 했다. 리와 라이프슨은 투어 중 사운드 체크에서 녹음된 잼과 라이프슨 자신의 아이디어 테이프를 분류하여 세 트랙의 음악을 조립했으며, 각 곡은 최대 일주일이 걸렸다. 이후 〈Middletown Dreams〉, 〈Marathon〉, 〈Grand Designs〉에 참여했다. 자료를 준비한 후, 러시는 1985년 3월 플로리다주에서 5일간의 워밍업 투어를 통해 그들의 공연을 갈고, 녹음 전에 무대에서 신곡을 테스트했다. 피어트는 마이애미의 호텔 방에서 가사 작업을 계속했다.
워밍업 후, 밴드는 엘로라로 돌아와 신곡 작업을 계속했고, 그들의 휴식은 복귀 후 그들의 작업에 긍정적인 영향을 미쳤다. 피어트는 처음에는 〈Territories〉와 〈Manhattan Project〉를 끝내기 위해 고군분투했지만, 지금은 둘이 함께 떨어졌다.  엘로라로 돌아온 첫날, 그룹이 새 음반의 발라드 녹음 가능성을 논의하자, 피어트는 〈Emotion Detector〉의 가사 작업을 시작했다. 리와 라이프슨에게 그의 말을 전하자, 그의 가사는 그의 밴드 동료들이 그 당시 작업하고 있던 음악에 들어맞았다. 이어서 러시는 〈Emotion Detector〉와 〈Territories〉의 음악을 편곡했고, 이후 7곡의 신곡 데모 테이프를 조립하여 콜린스에게 녹음할 준비를 했다.
1985년 후반, 피어트는 인터뷰에서 러시의 사운드가 "프로그레시브에서 프로그레시브가 아닌 것으로 변화하고 있다"고 말했다. 그는 이 음반이 "더 단순해 보일 수도 있지만" 작곡과 공연이 그만큼 어려웠다고 언급했다. 라이프슨은 그들의 역사의 이 기간 동안 키보드를 강조하는 것에 약간의 저항을 표현했다. 그는 그 결과 자신의 기타 부분을 배경으로 너무 많이 밀어넣은 《Signals》에서 유행이 시작되었다고 언급했다. 그러나 그는 러시가 《Power Windows》에서 두 악기의 균형을 훨씬 더 잘 이루었다고 생각했는데, 이는 그가 《Moving Pictures》 (1981년)가 성공적으로 해냈다고 생각했다.

## 곡 목록
작사는 모두 닐 피어트가 맡았고, 작곡은 모두 게디 리와 알렉스 라이프슨이 맡았다.
| #  | 제목                  | 재생 시간 |
| -- | --------------------- | --------- |
| 1. | 〈The Big Money〉     | 5:36      |
| 2. | 〈Grand Designs〉     | 5:07      |
| 3. | 〈Manhattan Project〉 | 5:09      |
| 4. | 〈Marathon〉          | 6:11      |

| #  | 제목                  | 재생 시간 |
| -- | --------------------- | --------- |
| 1. | 〈Territories〉       | 6:20      |
| 2. | 〈Middletown Dreams〉 | 5:19      |
| 3. | 〈Emotion Detector〉  | 5:11      |
| 4. | 〈Mystic Rhythms〉    | 5:54      |

## 인증
| 국가                       | 인증     | 판매량/출하량 |
| -------------------------- | -------- | ------------- |
| 캐나다 (뮤직 캐나다)       | 플래티넘 | 100,000^      |
| 영국 (BPI)                 | 실버     | 60,000^       |
| 미국 (RIAA)                | 플래티넘 | 1,000,000^    |
| ^출하량을 기반으로 한 인증 |          |               |